# Hyundai KIA U
Hyundai KIA U ist eine Baureihe von Vierzylinder-Dieselmotoren sowie ein vom 1,5-l-Modell auf drei Zylinder reduzierter Motor gleicher Technik. Die Motoren verfügen über Direkteinspritzung, Turbolader und zwei obenliegende Nockenwellen (DOHC) sowie vier Ventile pro Zylinder. Die Motoren werden von Hyundai/KIA in Ulsan (Südkorea) und seit 2007 für Europa bis auf den 1,1 und 1,5 L in Žilina (Slowakei) gefertigt. Der Bau eines indischen Motorenwerks für die U-Reihe in Irrungattukatoi wurde 2009 angekündigt, dann verworfen und soll nun Anfang 2011 entschieden werden.
Der Motorblock besteht aus Grauguss, sein Zylinderkopf aus Aluminium.
Basismotor ist der 1,5 L mit einer Bohrung von 75 mm und einen Hub von 84,5 mm. Der 2006 hinzugekommene 1,1 L hat dieselben Maße, aber als einziger der Reihe nur drei Zylinder, beim 1,6 L von 2005 wurde die Bohrung auf 77,2 mm vergrößert. Der 2010 ergänzte 1,7 L vergrößert auf dieser Basis noch den Hub auf 90,0 mm. Der im gleichen Jahr erschienene 1,4 L reduziert schließlich den Hub auf 79 und die Bohrung wieder auf die des 1,5 L mit 75 mm. Der 1,5 L wiegt mit 157 kg nur 14 Prozent mehr als der 1,1 L mit 140,4 kg, obwohl er ein Viertel mehr Hubraum und Leistung hat. Hierzu trägt auch die Ausgleichswelle des Dreizylinders bei, die kein anderer Motor der Reihe besitzt. Von diesen sind, abgesehen vom 1,5 L, keine Gewichte veröffentlicht worden. Gleiches gilt für die Leerlaufdrehzahlen der gesamten Reihe.
Die Kraftübertragung von der Kurbelwelle zur Nockenwelle erfolgt mittels Steuerkette. Ausnahme ist der 1,6 L Motor mit 90 PS der bis Sommer 2007 gebaut wurde, der einen Zahnriemen erhielt (siehe auch Geschichte). Der Antrieb der Nebenaggregate erfolgt durch einen Serpentinenriemen. Seine Inspektion ist alle 20.000 km oder 12 Monate vorgesehen, sein Austausch erst bei Bedarf.
Die Ventile werden über Rollenschlepphebel betätigt, die wie eine Wippe agieren. Auf deren Scheitelpunkt liegt der Nocken an. Während seiner Umdrehung drückt er eine Seite und damit zwei Ventile nach unten, während auf der anderen der mittels eingebauter Feder sich streckende Hydrostößel immer bündig anliegt. Diese Form des Ventilspielausgleichs ist wartungsfrei, selbst eine Inspektion ist im Wartungsplan nicht vorgesehen. Eine Abnutzung würde sich durch ein Tickgeräusch mitteilen.

## U

### Geschichte
Die U-Reihe debütierte im Dezember 2004 im Hyundai Matrix in 1,5-l-Fassung mit 102 PS. Diese war jedoch mehr eine Vorserie, denn bereits im März 2005 wurde sie umfangreich aktualisiert und erschien mit 110 PS im KIA Rio. Dennoch erhielt noch im Juli 2005 der Kia Cerato die alte Fassung. Weniger als zeitlich, ist die Überarbeitung daher anhand einer Leistung ungleich 102 PS erkennbar, denn es folgten eine 75-PS-Version, wo dies landesbezogen Steuer- oder Versicherungsersparnisse für den Käufer versprach, und schließlich eine 88-PS-Variante für den Hyundai Getz im August 2005. Von der 102-PS-Urfassung unterscheiden sich alle drei im Einspritzdruck. Dieser stieg von 1350 auf 1600 bar, die Abgasrückführung erfolgt zudem gekühlt, elektronisch geregelt und die einströmende Luft wird drallgeregelt (siehe hier). Insgesamt bereinigen diese Maßnahmen die 110-PS-Version auf Euro-4-Niveau, auch ohne den optionalen, offenen Partikelfilter. Die 102-PS-Version erfüllte Euro 3.
Die 1,6-l-Variante debütierte im Juni 2005 im KIA Cerato mit 116 PS. Sie entspricht dem technischen Stand des 1,5 L mit 110 PS und ist dessen aufgebohrte Fassung. Wahrnehmbare Verbreitung fand sie aber erst mit dem Start des KIA cee'd im Dezember 2006. Hinzu kam bei diesem Anlass dann die 90-PS-Fassung des Motors. Jene unterscheidet sich von allen anderen Dieselmotoren der Reihe, indem sie anfangs einen Zahnriemen verwendete. Ab Sommer 2007, dem Verkaufsbeginn des Hyundai i30, wurde sie dann aber ebenfalls mit Steuerkette produziert.
Erst die U2-Serie brachte für diesen Motor Neuerungen, wobei er zugleich der einzige ist, der direkt in diese übernommen wurde. 2011 folgte ihm der Dreizylinder, der damit auch die zweite Serie vervollständigte.
Im November 2005 komplettierte ein Dreizylinder die erste Serie. Er entsprach bis auf die Zylinderzahl dem 1,5 L in 110-PS-Fassung und fasst damit 1,1 L. Einzige Änderung ist die Ergänzung einer Ausgleichswelle, um dem durch die unrunde Zylinderzahl ebenso unrunden Lauf entgegenzuwirken. Sie ist in der Ölwanne integriert. Zusätzlich wirken an der Kurbelwelle aller U-Motoren lattenrostförmige Verstrebungen den Vibrationen entgegen.
Die U-Reihe ist die erste gemeinsam von Hyundai/KIA entwickelte Dieselreihe nach ihrem Zusammenschluss 1999. Bei der 2000 präsentierten D-Reihe war mit VM Motori noch ein externer Partner maßgeblich beteiligt. Auch das europäische Powertrainzentrum in Rüsselsheim wurde mit der U-Reihe eingeweiht.
Zur schnelleren Erwärmung des Innenraumes besitzen Fahrzeuge mit U-Motoren einen elektrischen Zuheizer (PTC). Dieser ist im Luftstrom angebracht und erwärmt ihn bedarfsgerecht über einen elektrischen Widerstand. Damit wird eine deutlich schnellere Erwärmung erreicht, als ein Dieselmotor sie allein oder mit Zuheizer für den Kühlwasserkreislauf leisten könnte. Ein solcher Kühlwasser-Zuheizer hat allerdings den Vorteil, wesentlicher Bestandteil einer Standheizung zu sein, welche damit kostengünstig nachgerüstet werden könnte. Der verbaute elektrische Zuheizer erfordert hingegen einen kompletten Standheizungssatz.
Der 1,1 L ist seit Sommer 2007 nachfragebedingt nicht mehr in Deutschland erhältlich, aber selbst 2011 noch in einigen Ländern Europas verfügbar. Der 1,5-l-Vierzylinder wird ebenso unverändert – aber fast nur noch in außereuropäischen Märkten – angeboten. Eingesetzt werden beide in bereits länger gebauten Modellen. Nur jene mit dem 1,1 L sind jedoch so aktuell, dass sie noch in Europa angeboten werden (vgl). Die seit 2011 aktuelle Euro-5-Norm ist dabei kein Hinderungsgrund, denn sie muss nur von neu auf den Markt kommenden Modellen erfüllt werden. Vorhandenen genügt die Euro-4-Konformität, wie sie beide Motoren bieten.

### Einspritzung
Die Direkteinspritzung erfolgt über von oben in den Zylinder reichende Düsen. Die Düsen werden von einer Kraftstoffleitung für alle Zylinder beliefert (Common Rail), in welcher der Diesel mit 250 bis 1350 bar (102-PS-Version) oder bis 1600 bar ansteht (alle anderen). Letztere Zahl zeigt, dass es sich um Systeme der ersten („CRS1“ mit 1350 bar) und zweiten („CRS2“ mit 1600 bar) Bosch-Generation handelt. Der gesteigerte Druck führt zu homogenerer Gemischbildung und damit weniger sauerstoffreichen, stickoxidproduzierenden und sauerstoffarmen, rußproduzierenden Nestern. Auch die Anzahl der Einspritzungen pro Zündvorgang wurde dabei erhöht. Anstelle der Piloteinspritzung, der kurz vor dem Zündzeitpunkt eine Haupteinspritzung folgt, ist die Pilotkraftstoffmenge in zwei Einspritzungen unterteilt, der nach der Hauptladung nach Bedarf zwei Nacheinspritzungen folgen können. Diese Unterteilung verbessert die Laufkultur, da der Verbrennungsvorgang im Zylinder in die Länge gezogen wird. Zudem verteilen sich kleinere Kraftstoffmengen besser im Zylinder. Dies reduziert wiederum Ruß und Stickoxide. Die Nacheinspritzungen dienen der teilweisen Verbrennung entstandener Rußpartikel.
Diesen Effekt unterstützt die Drallregelung des Einlasskanals. Dabei wird eines der beiden Einlassventile jedes Zylinders bis mittlerer Last zugelassen. So wird durch Verengung die bei kleinerer Last geringere Luftmenge genauso stark verwirbelt, wie die durch zwei Ventile strömende Volllast-Luftmenge. Diese Drallregelung erfolgt mittels „swirl control valve“. Eine starke Verwirbelung ist nötig, um den erst jetzt im Verdichtungstakt zugegebenen Diesel möglichst gleichmäßig zu verteilen und damit rückstandsfrei zu verbrennen.

### Schadstoffreduktion
Diese Serie verfügt über keine Rußfilterung oder Stickoxid-Reduktion in der Abgasnachbehandlung. Diese besteht nur aus einem Oxidationskatalysator, welcher aufgrund der hohen Sauerstoffmengen im Abgasvergleich zum Ottomotor den dort üblichen Drei-Wege-Katalysator ersetzt. Anders als dieser lässt er die Stickoxide passieren und arbeitet damit als Zwei-Wege-Katalysator. Wie sein Pendant verarbeitet er mithilfe von Sauerstoff das Kohlenmonoxid (CO) zu Kohlendioxid (CO2) und Kohlenwasserstoffe (HC) zu Kohlendioxid und Wasser. Die Stickoxide bleiben außen vor, da aufgrund des Sauerstoffüberschusses jener zuerst mit dem Kohlenmonoxid reagiert (2 CO + O2 zu 2 CO2). Damit steht dieses Kohlenmonoxid nicht mehr den Stickoxiden (NOx) zur Reduktion in reinen Stickstoff zur Verfügung (CO und NO zu N2 und CO2).
Die 1,5- und 1,6-l-Motoren dieser Serie wurden in manchen Märkten, darunter Deutschland, und für manche Modelle (Hyundai Matrix ab 2008, i30 und KIA cee'd ab Beginn) mit einem Partikelfilter ausgerüstet. Wo er angeboten wurde, war er serienmäßig. Dabei war nur für den 1,6 L mit 116 PS durchgängig ein geschlossenes System verfügbar, die 90-PS-Variante erhielt bis Dezember 2008 ein offenes, der 1,5-l-Motor nur dieses. Dem Filter ist im selben Gehäuse ein Oxidationskatalysator vorgeschaltet. Beide wurden im europäischen Konzern-Powertrainzentrum in Rüsselsheim entwickelt. Im Gegensatz zu offenen Systemen ist der geschlossene Typ nicht nachrüstbar, da der Motor über eine Sensorik den Füllstand des Filters erkennen und diesen bedarfsweise regenerieren muss. Dafür steigt die Filterleistung von rund 30 auf über 95 Prozent der Partikelmasse, gleiches gilt für die Anzahl der besonders relevanten Nanopartikel (siehe Kasten mit Hinweisen zu Partikeln am Anfang des Artikels).
Der Abbau der Partikel läuft in zwei Stufen. Bei der passiven Regenerierung handelt es sich um eine Oxidierung des Rußfiltrats. Diese funktioniert nur bei Abgastemperaturen, wie sie auf längeren Autobahnfahrten zustande kommen. Hierbei werden mittels im Oxidationskatalysator gebildetem NO2 ab 200 °C Rußpartikel im Filter zu CO2 oxidiert. Das überschüssige Stickstoffdioxid entweicht. Eine aktive Regenerierung muss eingreifen, wenn diese Temperatur nicht erreicht wird und der Filter zu etwa 45 % seines Fassungsvermögens gefüllt ist. Dann stellt die Motorsteuerung eine Temperatur von 600 °C künstlich her, indem sie Diesel direkt nach dem Zündvorgang einspritzt, was zu keiner zusätzlichen Leistung, aber den nötigen Abgastemperaturen führt. Der Verbrauch steigt dadurch um drei bis acht Prozent (je nach Häufigkeit), der Ruß wird hierbei verbrannt. Vom Rußfiltrat bleibt nach der aktiven Regenerierung etwas Asche im Filter übrig, dieser ist auf eine Haltbarkeit von 240.000 km ausgelegt. Die Regenerierung benötigt etwa 25 Minuten Zeit ohne Stop-&-Go-Verkehr bei einer Drehzahl über 2000 min−1 ab dem dritten Gang. Bleiben diese Fahrten aus, blinkt ab 75 % des Filterfüllstandes eine Warnleuchte im Cockpit auf, welche den Fahrer auf eine nötige Regenerierung verweist. Blinkt diese nach der beschriebenen Fahrt weiterhin, ist eine Werkstatt aufzusuchen, welche die Regenerierung durchführt. Unterbleibt auch dies, droht eine Beschädigung des Partikelfilters, der wie alle geschlossenen namensgemäß über kein Überdruckventil verfügt.
Rußreduzierend wirken zudem der dieseltypische Magerbetrieb und die Abgasrückführung (→ nächster Absatz) dieser Motoren. Ab Abgastemperaturen von 200 °C trägt auch der Oxidationskatalysator hierzu bei. Erreicht werden diese bei längeren Lastphasen wie auf Autobahnfahrten. Ab 200 °C entsteht im Oxidationskatalysator aus Stickstoffmonoxid und dem üppig vorhandenen Sauerstoff, Stickstoffdioxid (2 NO + O2 zu 2 NO2). Das reduziert sich unter Aufnahme von Ruß (Kohlenstoff, C) zu unbedenklichem Stickstoff und Kohlendioxid: 2C + 2NO2 = 2CO2 + N2. Allerdings wirkt dies nicht auf bisher produzierten Ruß, wie im lokal angebotenen Partikelfilter dieser Serie. Das nicht oxidierte Stickstoffdioxid entweicht.
Zur Stickoxidreduktion verwenden diese Motoren die Abgasrückführung. Diese leitet im Teillastbereich bis zu 60 % des Abgases zurück in den Ansaugtrakt, für das richtige Maß meldet im Abgasstrom eine Lambdasonde den Sauerstoff-Restgehalt. Die Rückführung senkt die Verbrennungstemperatur und damit die Stickoxidproduktion. Die im Abgas bereits vorhandenen Stickoxide werden durch den neuen Brennvorgang zudem reduziert, ebenso Rußpartikel und noch nicht verbrannte Kohlenwasserstoffe (z. B. PAK). Wird jedoch zu viel Abgas eingeleitet, mangelt es im Zylinder an Sauerstoff zur vollständigen Verbrennung. Das führte zu mehr Ruß. Daher ist die ohnehin nur teilweise Abgasrückführung auch nur im Teillastbereich möglich und erfolgt (außer beim 102-PS-Motor) gekühlt, um ein dichteres Volumen zu erreichen und damit genügend Sauerstoff bereitzustellen.
In den von dieser Serie erreichten Abgasnormen Euro 3 (102 PS) und Euro 4 (alle anderen) bleibt die erlaubte Stickoxidmenge beim Dreifachen eines Otto-Motors. Stickoxide begünstigen Smog- und Ozonbildung sowie Sauren Regen, Stickstoffdioxid wirkt reizend. Dieselmotoren arbeiten zur Rußreduzierung mit Sauerstoffüberschuss, der zu lokal sehr hohen Temperaturen im Zylinder führt. Diese begünstigen die Stickoxidentstehung. Die Rückführung geschieht hier noch ohne elektrische Regelung oder Kühlung, wie sie in der zweiten Serie dazukamen.
Eine Partikelfilter-Nachrüstung der Serie kann möglicherweise zur Erlangung einer besseren Feinstaubplakette führen. Informationen zum jeweiligen Fahrzeug bietet eine Webseite der Vereine TÜV und Dekra, Hyundai/KIA bietet entsprechende offene Filter an Funktion und Effizienz dieser offenen Filtersysteme zeigt herstellerbezogen ein Dossier des Umweltbundesamts.

### Turbolader
Alle Motoren der Reihe verfügen über einen Turbolader. Dieser fördert mehr Sauerstoff in den Zylinderraum, als normalerweise einströmen würde, wodurch der Motor mehr Kraftstoff zugeben kann. Dadurch steigert sich die Leistung auf die eines größeren Hubraumes, wobei die Förderleistung mittels Motorsteuerung schon bei geringen Drehzahlen bereitgestellt werden kann. Somit und durch den kleineren Hubraum werden Reibungsverluste verringert, wodurch der Kraftstoffverbrauch unter dem eines turbolosen größeren Motors liegt. Verwendet wird in dieser ersten Serie ein Garrett GT 1544V für alle Vier- und ein GT1541V für den Dreizylinder der Serie. Beide haben eine variable Turbinen-Geometrie (VTG). Dabei stellen drehbare Leitschaufeln vor dem Turbinenrad je nach Abgasdurchfluss und Sollladedruck den jeweils optimalen Durchflussquerschnitt und Einströmwinkel her. Dadurch kann die Turbine in einem größeren Betriebsbereich mit hohen Wirkungsgraden arbeiten, wodurch unter anderem die Verzögerung des Ladedruckaufbaus nach Durchdrücken des Gaspedals („Turboloch“) verringert wird. Die VTG-Leitschaufeln sind dazu wie auf einem Schaufelbagger-Rad angebracht und reichen in den Abgasstrom. Sie lenken (nahezu zum Kreis angeklappt) schneller oder (ausgeklappt) langsamer Abgas auf die Turbine des Turboladers. Diese beschleunigt oder bremst demzufolge. Letzteres wird bei höheren Motordrehzahlen angewandt, da hier kaum Bedarf für ein Mehr an Luft besteht. Im Gegenteil würde dies den vorgesehenen Druck im Zylinder übersteigen und damit die Motorbauteile mechanisch schädigen. Die VTG-Regelung macht daher meist, wie auch bei diesem Motor, das Überdruckventil (Wastegate) unvariabler Turbolader überflüssig.

### Probleme
Der 1,1-l-Dreizylinder enthielt bis Ende 2006 Materialien im Getriebe, die zu dessen frühzeitigem Verschleiß führten. Der Motor wurde bis dahin nur im KIA Picanto eingesetzt. Das Ende 2006 geänderte Getriebe mit härteren Materialien ist nach Aussage eines Zeitschriftenartikels nicht in betroffene Fahrzeuge einsetzbar. Zu Fahrzeugen mit dem neuen Getriebe gibt es keine Problemberichte.
Für einige 1,6-l-U-Motoren im KIA cee'd, die vom Modellbeginn 2006 bis zum 7. Juli 2009 produziert wurden, ist eine neue Steuersoftware erhältlich. Sie reduziert die Höchstdrehzahl des Turboladers, um mechanische und thermische Spitzenbelastungen zu vermeiden. Die Leistung sinkt damit nicht ab, für denselben Vortrieb muss aber das (elektronische) Gaspedal etwas weiter durchgedrückt werden. Die Originalsoftware erlaubte zu hohe Drehzahlen, welche einen Turboladerausfall begünstigen. Die dabei entstehenden Materialpartikel würden Folgeschäden im Einspritzsystem verursachen. Von beiderartigen Ausfällen berichten die Fahrer jedoch nicht. Die neue Software wurde im Frühjahr 2010 veröffentlicht und im Zuge von Werkstattaufenthalten eingespielt. Am 29. Oktober 2010 erhielt sie noch ein Update, welches wieder beim nächsten Werkstattaufenthalt eingespielt wird.

## U2

### Geschichte

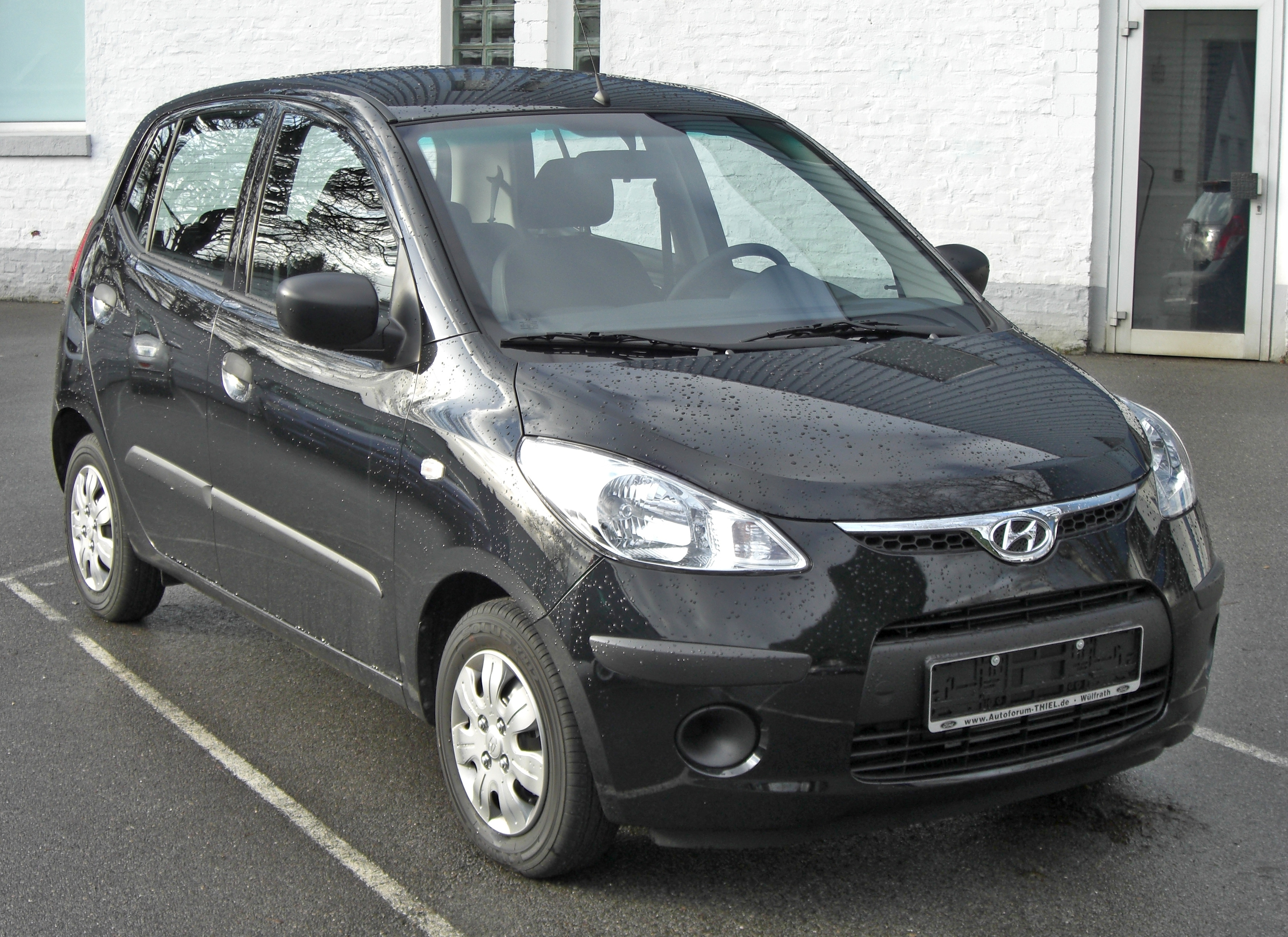
Die Motorenreihe mit der größten Segmentabdeckung: von 1,1 l im Hyundai i10 …

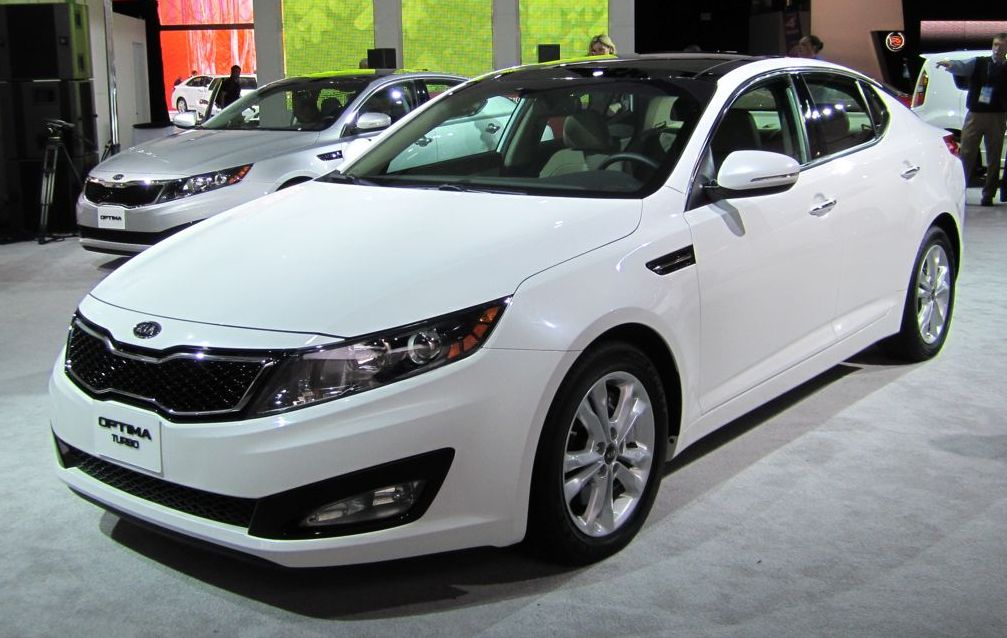
… bis 1,7 l im Kia Optima

Im September 2008 vollendete der Hersteller die Weiterentwicklung zur U2-Serie. Deren Einsatz begann zum Jahresende im Hyundai i20. Damit begann auch die Einteilung der Dieselmotoren in Serien. Zuvor führte Hyundai/KIA alle Diesel-Neuerungen unter der Originalbezeichnung weiter und gliederte nur Benzinmotoren in Serien. Die U2-Serie benannte erstmals den Entwicklungsstand eines Diesels. In die neue Serie wurde zunächst nur der 1,6-l-Motor übernommen, erst 2011 folgte der 1,1-l-Dreizylinder. Vom 1,6 l abgeleitet wurden Anfang 2010 ein 1,4 l für Kleinwagen und im November ein 1,7 l als Einstiegsmotor für Geländewagen und Mittelklassemodelle. Dieser Motor wird zudem in 136-PS-Fassung bis 2012 mit einem Elektromotor zum ersten Dieselhybrid des Konzerns kombiniert werden. Der projektierte Normverbrauch für Mittelklassefahrzeuge liegt bei 3 l/100 km. Er wird wie der Voll-Hybrid auf Benzinerbasis einen Lithium-Polymer-Akkumulator zur Energiespeicherung nutzen.
Entwicklungsziel der U2-Serie war eine verbesserte Anmutung des Antriebs. Aufseiten des Motors wurde dafür das Geräuschniveau gesenkt. Die Abdeckungen von Steuerkette und Zylinderkopf wurden dabei als zwei Hauptgeräuschquellen der U-Serie erkannt. Infolgedessen wurden mittels statistischer Versuchsplanung die ideale Form und Position vorhandener und zusätzlicher Verstärkungsstreben ermittelt. Auch die Ölwanne wurde als ein Resonanzkörper erkannt und ebenso formverändert. Ergebnis sei ein Geräuschpegel von 91 dB, der damit um ein Prozent unter der Vorgängerserie und bis zu 2 dB unter allen 2009 am Markt befindlichen 1,6-l-Dieseln liegen soll.
Auch im Umfeld des U2-Motors wurden Details verändert. So erreicht die neu entwickelte, für U-Motoren erstmals erhältliche sechsgängige Handschaltung durch niedrigere Drehzahlen 1,5 Prozent Kraftstoffersparnis. Der Kraftaufwand für das Schalten wurde durch größere Kupplungsscheiben reduziert, ebenso die Anzahl der Bauteile, deren Fertigungstoleranzen sich damit weniger stark addieren können und damit eine präzisere Schaltführung bewirken.
Bestandteil der U2-Motoren ist auch das „Battery Management System“. Es reduziert oder erhöht den Einsatz der dynamogleichen Lichtmaschine und damit den Antriebsaufwand für den Dieselmotor. Während Bremsvorgängen lässt es die Lichtmaschine mit voller Last Strom für die Batterie produzieren, der beim nächsten Beschleunigungsvorgang wieder abgeholt wird, um die Lichtmaschine dann möglichst lastarm laufen zu lassen. Ergebnis seien zwei Prozent weniger Verbrauch. Das BMS ist serienmäßig und unabhängig von der Ausstattung mit ISG. Wie dieses reduziert es den Normverbrauch um 0,1 l/100 km.
Die Hauptmerkmale ändern sich bei der U-Reihe jedoch während der Bauzeit ihrer Serien. Waren dies bei der ersten unter anderem das Einspritzsystem und der hinzugekommene Partikelfilter, sind es in der zweiten das ISG, die Steigerung auf 1800 bar Einspritzdruck und der für 2012 avisierte Hybrid. Alle hier nicht erwähnten Motor-Charakteristika sind demnach unverändert zur U-Serie und wie dort beschrieben.

### ISG
Im Juni 2009 erhielten die U2-Motoren als erste und bislang einzige Hyundai/KIA-Dieselantriebe eine Stopp-Start-Automatik. Der Hersteller nennt sie Idle Stop & Go. Wie die Systeme der anderen Hersteller stoppt es den Motor bei eingelegtem Leerlauf (Idle) und sehr langsamer Fahrt, um so – etwa in Ampelwarteschlangen – Kraftstoff zu sparen. Es startet den Motor wieder, sobald der Fahrer die nächste Beschleunigung durch Drücken des Kupplungspedals ankündigt. Technisch wurde hierfür der Startermotor mechanisch verstärkt, dadurch leiser und mit 300.000 Zyklen für sechsmal so viele Startvorgänge ausgelegt.
Wie alle Stopp-Start-Systeme prüft das ISG einige Parameter, um zu entscheiden, ob es den Motor tatsächlich abschaltet. Dadurch bleibt der Motor insbesondere auf winterlicher Kurzstrecke meist durchgängig an.
- Motorstop
  - Es dürfen keine ISG-bezogenen Fehlercodes gespeichert sein
  - Kühlwassertemperatur muss über 45 °C liegen
  - Katalysatortemperatur muss über 200 °C liegen
  - Batterietemperatur muss zwischen 2 °C und 60 °C liegen
  - Batterieladezustand muss über 70 % sein
  - Der Bremskraftverstärkerdruck darf nicht zu gering sein (aufgrund zu kurzer Fahrt seit letztem Stopp)
  - Das Gebläse darf nicht auf maximaler Stufe stehen (würde die Batterie belasten)
  - Die Fahrertür muss geschlossen sein
  - Die Motorhaube muss geschlossen sein (Gefährdung durch anspringenden Motorriemen)
  - Der Sicherheitsgurt des Fahrers muss angelegt sein
  - Der ISG Off-Schalter darf nicht leuchten, also gedrückt worden sein
  - Die Fahrzeuggeschwindigkeit muss unter 5 km/h
  - und mindestens einmal über 10 km/h nach dem letzten manuellen Motorstart betragen haben.

- Motorstart
  - Kupplungspedal muss mehr als 10 % betätigt werden[59]

### Einspritzung und Schadstoffreduktion

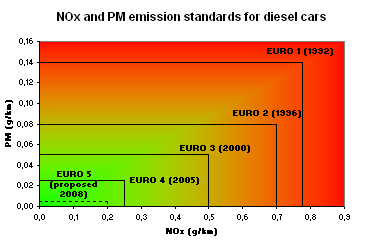
Stickoxid- und Partikelmassegrenzwerte der Euro-Normen für Diesel. Diese Serie erreicht Euro 4, seit Sommer 2010 durch Serien-Partikelfilter Euro 5.

Das Einspritzsystem wurde wie in der ersten Serie nach Fertigungsbeginn aktualisiert. So verwenden die 2010 debütierten 1,4- und 1,7-l-Fassungen ein System der dritten Common-Rail-Generation. Es liefert den Kraftstoff mit bis zu 1800 bar anstelle der 1600 bar im System aller 1,6-l-Versionen. Auch ihre Verdichtung sank von 17,3 auf 17,0 (siehe Tabelle). Dies reduziert materialschonend den Druck und damit die Temperatur im Zylinder. So entstehen weniger Stickoxide. Deren erlaubte Menge bleibt aber auch in der von diesen Motoren erreichten Euro-5-Norm beim Dreifachen eines Otto-Motors.
Einen wichtigen Schritt zu Motoren mit vollkommen homogenen Gemisch erreicht der 1,7-l-Motor mit der Anwendung eines variablen Ventilöffnungszeitpunkts. Das seit 2004 bei Benzinern des Herstellers zunehmend verbaute System variiert hier den Öffnungszeitpunkt der Ventile auf Eingangs- wie Auslassseite („Dual-CVVT“). Zusammen mit der schon vorhandenen Drallsteuerung (siehe hier) ist so eine noch präzisere Verwirbelung der Luft möglich, in die der Diesel am Ende der Verdichtung eingespritzt wird. Damit ist der U2 1.7 mit seinem Debüt im KIA Sportage der weltweit zweite Dieselmotor mit variabler Ventilsteuerung. Der erste debütierte wenige Monate zuvor im Mitsubishi ASX als erster Motor der 4N1-Reihe. Jene variiert nur die Einlassseite, dafür jedoch zusätzlich den Ventilhub, was ihr weitere Einflussmöglichkeiten eröffnet und ihn zusammen mit einer um 2 bar niedrigeren Verdichtung näher an den Homogen-Motor bringt. So erfüllt der 4N13 neben einzelnen deutschen Dieselmotoren die Tier-2-Bin-5-Abgasnorm, was ihm den US-Markt eröffnet. Sie ist seit 2009 gültig und begrenzt die Stickoxidmenge auf ein Sechstel, die Partikelmasse auf ein Zwölftel der Euro-5-Norm. Hyundai/KIA stoppte 2009 absatzbedingt seine vorerst einzige Weiterentwicklung für diese Abgasnorm (vgl. S-Dieselreihe).
Zur Partikelreduktion werden in Deutschland alle Motoren der U2-Serie mit einem geschlossenen Partikelfilter ausgestattet, spätestens seit Modelljahr 2011 (beginnend im Sommer 2010) auch in allen anderen europäischen Ländern. Damit wurde die seit 2011 geltende Euro-5-Abgasnorm vorab erfüllt. Verpflichtend gilt sie jedoch nur für nach 2010 neu erschienene Modelle.

### Turbolader
Von dieser Serie ist bislang nur der Turbolader der 1,6-l-Versionen über 90 PS bekannt, hierbei handelt es sich um einen Garrett GTB1444VZ. Dessen Turbine ist mit 14 mm auf der Abgasseite einen Millimeter kleiner als im Turbolader der ersten Serie und dadurch schneller auf Touren zu bringen. Gleich blieb jedoch seine variable Geometrie (Erklärung in Serie 1), über die auch der Turbo des 1,7-l-Motors verfügt. Bekannt ist vom 1,4- und 1,1-l-Turbolader, dass ihnen diese fehlt. Sie verfügen über eine feste Geometrie und damit notwendigerweise ein Überdruckventil („Wastegate“) (Erklärung wiederum in Serie 1).

### Probleme

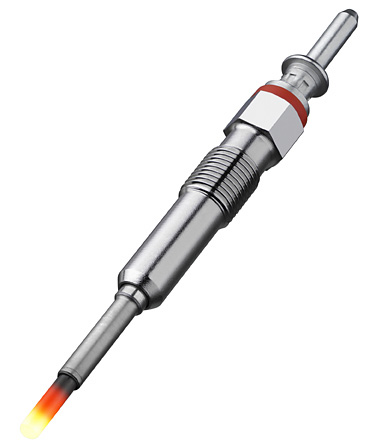
Eine Glühkerze, links der rotglühende Heizer, rechts der Stromanschluss

Bei manchen 1,6-l-U2-Motoren vom 8. Juli 2009 bis 30. April 2010 war insbesondere bei kalten Bedingungen ein langes Anlassen nötig, gefolgt von unrundem Motorlauf. Ebenso konnte es zu starker blau-weißer Rauchentwicklung kommen, solange der Motor kalt war. Ursache waren zwei Probleme mit den Glühkerzen. Diese waren teilweise zu kurz, so dass ein Teil des Gewindes ihrer Halterung im Zylinder freilag. Darin konnte sich Ruß sammeln, der dann beim nächsten Start ein korrektes Funktionieren der Glühkerzen störte. Bei anderen Motoren verursachten die Glühkerzen hingegen einen Kurzschluss am Zylinderkopf. Infolgedessen unterbrach die Glühkerzen-Sicherung deren Stromzufuhr, die Glühkerzen waren damit außer Betrieb. Bei warmen Temperaturen werden diese nicht aktiviert, so dass dies erst bei kalter Witterung erkennbar wird. Bei Fahrzeugen mit Partikelfilter ist zudem meist nur das unnormale Anlassverhalten erkennbar, der Rauch wird durch den im Partikelfilter vorhandenen Ruß großteils ausgefiltert. Der Austausch der Glühkerzen ist von der Herstellergarantie abgedeckt. In Motoren ab dem 30. April 2010 werden verbesserte Glühkerzen ab Werk verwendet, die Probleme sind dadurch behoben.

## Daten
| Serie | Motorcode | Hubraum (cm³) | Hub × Bohrung (mm) | Leistung (PS) bei (1/min) | Drehmoment (Nm) bei (1/min)   | Zylinder | Verdichtung | Aufladung       | Einspritzung  | Partikel-filter   | Stickoxid-filter | Stopp/Start-System |
| ----- | --------- | ------------- | ------------------ | ------------------------- | ----------------------------- | -------- | ----------- | --------------- | ------------- | ----------------- | ---------------- | ------------------ |
| U     | D3FA      | 1120 1        | 84,5 × 75          | 75 bei 4000               | 153 bei 1900–2750             | 3        | 17,8        | VNT-Turbo 3     | CRDI 1600 bar | –                 | -                | -                  |
| U     | D3FA      | 1120 1        | 84,5 × 75          | 75 bei 4000               | 180 bei 1750–2500             | 3        | 17,8        | VNT-Turbo 3     | CRDI 1600 bar | –                 | –                | –                  |
| U     | D4FA      | 1493 2        | 84,5 × 75          | 102 bei 4000              | 235 bei 2000                  | 4        | 17,8        | VNT/VTG-Turbo 3 | CRDI 1350 bar | –                 | –                | –                  |
| U     | D4FA-L 4  | 1493 2        | 84,5 × 75          | 79/88 bei 4000            | 170/215 bei 1900–2500         | 4        | 17,8        | VNT-Turbo 3     | CRDI 1600 bar | –                 | –                | –                  |
| U     | D4FA      | 1493 2        | 84,5 × 75          | 110 bei 4000              | 235 bei 1900–2750             | 4        | 17,8        | VNT-Turbo 3     | CRDI 1600 bar | – / offen         | –                | –                  |
| U     | D4FB-L 4  | 1582          | 84,5 × 77,2        | 90 bei 4000               | 235 bei 1750–2500             | 4        | 17,3        | VNT-Turbo 3     | CRDI 1600 bar | – / offen         | –                | –                  |
| U     | D4FB      | 1582          | 84,5 × 77,2        | 116 bei 4000              | 255 bei 1900–2750             | 4        | 17,3        | VNT-Turbo 3     | CRDI 1600 bar | – / geschlossen   | –                | –                  |
| U2    | D3FA      | 1120 1        | 84,5 × 75          | 70 bei 4000               | 162 bei 1750                  | 3        | ?           | Turbo           | CRDI – ? -bar | – ? –             | –                | ISG optional       |
| U2    | D4FC-L 4  | 1396          | 79 × 75            | 75/77 5 bei 4000          | 220 bei 1750–2350/1750–2750 5 | 4        | 17,0        | Turbo           | CRDI 1800 bar | geschlossen 6     | –                | ISG (optional)     |
| U2    | D4FC      | 1396          | 79 × 75            | 90 bei 4000               | 220 bei 1750–2750             | 4        | 17,0        | Turbo           | CRDI 1800 bar | geschlossen 6     | –                | ISG (optional)     |
| U2    | D4FB-L 4  | 1582          | 84,5 × 77,2        | 90 bei 4000               | 235 bei 1750–2750             | 4        | 17,3        | Turbo           | CRDI 1600 bar | – / geschlossen 6 | –                | ISG (optional)     |
| U2    | D4FB      | 1582          | 84,5 × 77,2        | 115/126–128 7 bei 4000    | 255/260 7 bei 1900–2750       | 4        | 17,3        | VNT-Turbo 3     | CRDI 1600 bar | – / geschlossen 6 | –                | ISG (optional)     |
| U2    | D4FD-L 4  | 1685          | 90 × 77,2          | 115/116 8 bei 4000        | 260 bei 1250–2750             | 4        | 17,0        | VNT-Turbo 3     | CRDI 1800 bar | geschlossen 6     | –                | ISG (optional)     |
| U2    | D4FD 9    | 1685          | 90 × 77,2          | 136 bei 4000              | 325 bei 2000–2500             | 4        | 17,0        | VNT-Turbo 3     | CRDI 1800 bar | geschlossen 6     | –                | ISG (optional)     |

## Einsatz
Aufgelistet sind die weltweit verbauten U-Motoren für jedes Modell, nicht in jedem Land werden alle aufgeführten Konfigurationen angeboten.
Hyundai Accent
- Accent MC
  - D4FA (110 PS, U-Serie): 2005–2011 (Fahrzeug in Europa 2009 vom i20 abgelöst)
- Accent RB
  - D4FB (128 PS, U2-Serie): 2011 bis heute
  - D4FC (90 PS, U2-Serie): 2011 bis heute

Hyundai Elantra
- Elantra XD2
  - D4FB (116 PS, U-Serie): 2006
- Elantra HD
  - D4FB (116 PS, U-Serie): 2008 bis heute

Hyundai Getz
- Getz TB
  - D4FA (102 PS, U-Serie): 2004–2005
  - D4FA (88 PS, 110 PS, U-Serie): 2005 bis heute

Hyundai i10
- i10 PA
  - D3FA (75 PS, U-Serie): 2007–2010 (im Zuge des Facelifts entfernt)

Hyundai i20
- i20 PB
  - D3FA (75 PS, U-Serie): 2012 bis heute
  - D4FB (115 PS, U2-Serie): 2008 bis heute
  - D4FC-L, D4FC (75, 90 PS, U2-Serie): 2010 bis heute

Hyundai ix20
- ix20 JC
  - D4FC-L, D4FC (77, 90 PS, U2-Serie): 2010 bis heute

Hyundai i30
- i30 FH (aus Korea) / FDH (aus Tschechien)
  - D4FB (116 PS, U-Serie): 2007–2009
  - D4FB-L, D4FB (90, 115, 126 PS, U2-Serie): 2009 bis heute

Hyundai i40
- i40
  - D4FD-L, D4FD (115, 136 PS, U2-Serie): ab Sommer 2011

Hyundai ix35
- ix35 LM
  - D4FD-L (115 PS, U2-Serie): 2010 bis heute

Hyundai Matrix
- Matrix FC
  - D4FA (102 PS, U-Serie): 2004–2008
  - D4FA (110 PS, U-Serie): 2008–2010

KIA Carens
- Carens UN
  - D4FB (128 PS, U2-Serie): 2010 bis heute

KIA cee'd
- cee'd ED
  - D4FB-L, D4FB (90, 116 PS, U-Serie): 2006–2009
  - D4FB-L, D4FB (90, 128 PS, U2-Serie): 2009 bis heute

KIA Cerato
- Cerato LD
  - D4FA-L, D4FA (78, 90, 102 PS, U-Serie): 2005–2006
  - D4FB (116 PS, U-Serie): 2005–2008

KIA Forte
- Forte TD
- D4FB (128 PS, U2-Serie): 2009 bis heute

KIA Kia Optima
- Optima TF
  - D4FD-L (115 PS, U2-Serie): ab 2012

KIA Picanto
- Picanto SA
  - D3FA (75 PS, U-Serie): 2005 bis heute (in Deutschland 2007 vom Markt genommen)

KIA Rio
- Rio JB
  - D4FA (79, 110 PS, U-Serie): 2005–2011
- Rio UB
  - D3FA (70 PS, U2-Serie): ab Herbst 2011
  - D4FC (90 PS, U2-Serie): ab Herbst 2011

KIA Soul
- Soul AM
  - D4FB (115, 128 PS, U2-Serie): 2009 bis heute

KIA Sportage
- Sportage SL
  - D4FD-L (115 PS, U2-Serie): 2010 bis heute

KIA Venga
- Venga YN
  - D4FC-L, D4FC (75, 90 PS, U2-Serie): 2010 bis heute
  - D4FB (115, 128 PS, U2-Serie): 2009 bis heute